# Liste der Stipendiaten der Deutschen Akademie Rom Casa Baldi
Diese Liste enthält die Stipendiaten der Casa Baldi in Olevano Romano.

## Bildende Künstler
- 2025: Katja Aufleger, Itamar Gov
- 2024: Annika Kahrs, Paul Spengemann
- 2023: Surya Gied
- 2022: Jonas Matauschek
- 2021: Stefanie Klingemann, Judith Raum, Alke Reeh
- 2020: Esther Ernst, Robin Merkisch
- 2019: Lukas Einsele, Erik Schmidt
- 2018: Philip Gaißer, Heide Nord
- 2017: Eva Grubinger, Alice Musiol, Ulrich Polster
- 2016: Johanna Diehl, Antonia Low, Claudia Wieser
- 2015: Tue Greenfort, Fabian Reimann
- 2014: Markus Karstieß, Wawrzyniec Tokarski, Olaf Unverzart, Ralf Ziervogel
- 2013: Sven Johne, Adrian Sauer, Klaus Weber
- 2012: Tino Geiß, Martina Wolf
- 2011: Viktoria Binschtok, Myriam Holme, Verena Klary
- 2010: Eiko Grimberg, Martin Hoener, Janina Janke, Rosilene Luduvico
- 2009: Anja Ciupka, Harry (Grit) Hachmeister
- 2008: Tatjana Doll
- 2006: Almut Determeyer, Elmar Hess, Christina Zück
- 2005: Edgar Lissel, Corinna Schnitt, Heike Weber,
- 2004: Saskia Niehaus
- 2003: Mario Hergueta, Jacqueline Wachall und Klaudia Stoll, Jan Leven, Gerlinde Salentin, Julia Schmid, Edwin Schäfer, Jost Wischnewski
- 2002: Urs Breitenstein, Inge Krause, Marc Lüders, Horst Müller, Nico Mike Strauch, Sabine Straßburger
- 2001: Kerstin Grimm, Susanne Lorenz, Gisela Winter
- 2000: Sinje Dillenkofer, Peter Sauerer, Sabine Sauermilch, Andrea Zaumseil
- 1999: Matthias Beckmann, Dorit Lecke, Sabine Loos, Frank Maibier, Martin Streit, Carl Vetter
- 1998: Diana Mercedes Alonso, Barbara Beran, Birgit Jaenicke, Nicola Schrudde, Wulf Sternebeck, Klaus  Walter
- 1997: Maix Mayer, Steffen Mühle, Christiane Tel Hoevel
- 1996: Anne Rose Bekker, Udo Dettmann, Matthias Geitel, Martin Hundhausen, Ralf Kerbach, Angelika Schirmer, Katrin Schmidbauer
- 1995: Sabine Funke, Renate Hoffleit, Matthias Jähnke, Thea Kowar, Gabriele Regiert, Annette Rosin
- 1994: Veronika Maier, Hans Müller, Christiane Reinhard, Erhard Thoms
- 1993: Elisabeth Arlt, Georg Dick, Uwe Löbens, Rudi Weiss
- 1992: Karin Hochstatter, Karin Hoerler, Claudia Rahayel, Elke Siml, Antje Smollich, Wolf Spitzer
- 1991: Silvia Dzubas, Constantin Jaxy, Brigitte Pfaffenberger, Peter Tomischiczek
- 1990: Rainer Lind, Maria Fisahn, Harald Fuchs, Christine Gläser, Juro Grau
- 1989: Wolfgang Finck, Hans-Peter Harr, Richard Hartwell, Norbert Kleinlein, Jürgen Möbius, Peter Schäfer
- 1988: Claudia Busching, Thomas Duttenhoefer, Horst Hübsch,
- 1987: Rudolf Englert, Marina Haas, Mario Reis, Robert Schwarz
- 1986: Gerd Dengler, Gerhard Falkner, Ralf Kerbach, Titus Reinarz, Hermann Schenkel
- 1985: Claus Bury, Rainer Grodnick, Rüdiger Kramer, Werner Ratering, Volker Scheiblich
- 1984: Gerda Brodbeck, Otfried Culmann, Christa Heck, Michael Klenk, Jan Meyer-Rogge, Otto Mindhoff, Mette Ohlsen
- 1983: Thomas Kleemann,  Asmus Petersen, Hella Santarossa, Reinhard Scherer, Rolf W. Schmidt
- 1982: Khy Engelhard, Christine Gumpert, Ingrid Hartlieb, Rainer Langfeldt

## Architekten
- 2025: Marco Hemmerling, Demo Working Group
- 2023: Folke Köbberling, Christoph Richter, Trutz von Stuckrad Penner
- 2022: Ulrich Brinkmann, Niklas Fanelsa
- 2021: Ludivine Gragy
- 2020:  Simon Jüttner (geb. Schels)
- 2019: Felix Lüdicke, Max Zitzelsberger
- 2016: Sebastian Multerer
- 2015: Birgit Schlieps
- 2013: Susanne Hofmann
- 2012: Ulrich Schwarz
- 2011: Jörg Stollmann
- 2010: Birgit Frank
- 2009: Barbara Fuchs
- 2008: Anne Boissel
- 2007: Antje Freiesleben, Judith Reitz
- 2006: Anne Niemann, Uwe Schröder
- 2005: Andy Brauneis, Heike Böttcher
- 2004: Tina Andric, Regina Schineis,

## Komponisten
- 2025: Johannes Schöllhorn
- 2024: Carl Christian Bettendorf, Amen Feizabadi, Phillipp Maintz
- 2023: Kathrin Angela Denner, Laure M. Hiendl
- 2022: Stefan Goldmann, Sergej Maingardt, Alex Vaughan
- 2021: Katharina Pelosi
- 2020: Jacopo Salvatori, Dorothee Schabert, Ying Wang
- 2018: Huihui Cheng, Nuria Núñez Hierro, Karola Obermüller, Manuel Rodríguez
- 2017: Gordon Williamson
- 2016: Peter Gahn, Theodor Schubach
- 2015: Ralf Hoyer, Sven-Ingo Koch, Snezana Nesic
- 2014: Makiko Nishikaze, Olga Rayeva
- 2013: Albert Breier
- 2012: Petros Ovsepyan, Tom Rojo Poller
- 2011: Robert Krampe, Saam Schlamminger
- 2010: Alexandra Filonenko
- 2009: Antje Vowinckel, Sascha Lino Lemke
- 2008: Hanna Hartman, Helmut Zapf
- 2007: Jörn Arnecke, Samir Odeh-Tamini, Sylke Zimpel
- 2006: Georg Klein
- 2005: Sergej Newski
- 2004: Juliane Klein

## Schriftsteller
- 2025: Christoph Peters
- 2024: Karen Köhler, Dilek Mayatürk, Manja Präkels
- 2023: Yevgeniy Breyger, Judith Zander
- 2022: Heinz Helle, Birgit Kreipe
- 2021: Markus Berges, Özlem Özgül Dündar, Peter Neumann
- 2020: Norbert Gstrein, Rike Scheffler
- 2019: Alina Herbing, Stefan Weidner
- 2018:  Jan Peter Bremer, Nis-Momme Stockmann
- 2017: Marion Brasch, Massum Faryar, Sascha Reh
- 2016: Daniela Danz, Lucy Fricke
- 2015: Nico Bleutge, Esther Kinsky
- 2014: Monika Rinck, Susanne Stephan
- 2013: Volker Harry Altwasser, Annett Gröschner, Alexander Gumz
- 2012: Elisabeth Plessen, Steffen Popp
- 2011: Susanne Heinrich, Julia Schoch
- 2010: Werner Fritsch, Björn Kern
- 2009: Rabea Edel, Thomas Lang, Andreas Maier
- 2008: Franziska Gerstenberg, Ulrike Syha, Norbert Zähringer
- 2007: Petra Morsbach, Jan Wagner, Anne Weber
- 2006: Gregor Sander, Silke Scheuermann
- 2005: Artur Becker, Thomas Rosenlöcher
- 2004: Ralf Bönt, Thomas Hettche, Alissa Walser
- 2003: Stefanie Kremser, Lothar Schöne
- 2001: Ingo Schulze
- 2000: Michael Lentz
- 1999: Matthias Biskupek, Angela Krauß
- 1998: Hanne Bahra, Uta-Maria Heim, Wilhelm Steffens
- 1997: Klaus Behringer, Georg Brun, Gino Hahnemann, Klaus Rohleder
- 1996: Jutta Sauer,
- 1995: Tanja Kinkel
- 1993: Roland Erb, Dirk Heidicke, Erhard Schmied
- 1992: Rolf Wiggershaus
- 1991: Rainer Lindow
- 1990: Oskar Ansull
- 1989: Heinz Kattner
- 1988: Klaus Johannes Thies
- 1987: Ingeborg Middendorf, Konstanze Radziwill
- 1986: Katja Behrens, Daniela Castner
- 1985: Renate Wiggershaus
- 1984: Ursula Krechel
- 1982: Ria Endres, Jörg Krichbaum

## Andere Professionen
- 2021: Katharina Pelosi, Klangkünstlerin
- 2012: Mila Hacke, Architekturfotografin
- 2002: Kati Maurer, Bühnen- und Kostümbildnerin; Thomas Wageringel, Grafiker
- 1996: Axel Heller, Fotograf
- 1992: Gundi Feyrer, Autorin und Zeichnerin
- 1991: Kerstin Scholz, Filmemacherin
- 1990: Helmut Kunde, Fotograf
- 1989: Peter Spiegel, Grafiker